# Nova Lloreda

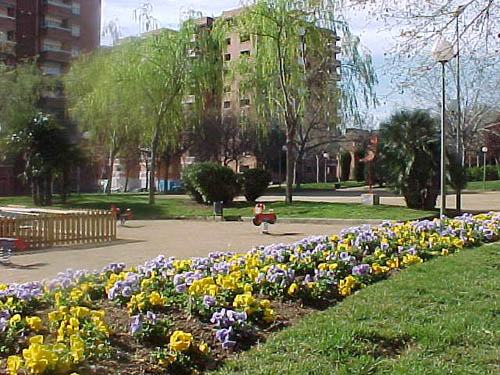
Parc de Nova Lloreda

Nova Lloreda és un barri de Badalona (Barcelonès) que forma part del Districte II juntament amb Sant Crist, Sistrells, Lloreda, Montigalà Occidental, La Pau i Puigfred. Limita amb El Raval, Lloreda, Montigalà Sant Crist i Sistrells. Nascut com un barri de nova planta a la darreria de la dècada de 1960, va ser construït en diverses fases amb una estructura planificada que permeté la instal·lació d'equipaments i zones verdes, a diferència del que havia passat anteriorment amb els barris d'autoconstrucció.
Segons el padró de l'any 2012, el barri de Nova Lloreda té 11.726 habitants, dels quals el 49,9% són homes (5.856) i el 50,1% són dones (5.870). La població del barri representa el 5,3% d'habitants de tota la ciutat. Tot i ser un dels barris amb més densitat, no està massificat i els blocs de pisos comparteixen l'espai amb zones verdes i serveis.
És un barri relativament nou. El seu nom deriva de la masia de can Lloreda, enderrocada vers 1960, en els terrenys de la qual s'iniciarà la construcció del barri. La urbanització de la zona fou aprovada el 1962 amb el Pla Parcial Caritg, on s'incloïen els terrenys de la masia. Però el barri no començar a construir-se pròpiament fins al 1967, amb una estructura i planificació unitària, encàrrec a una única immobiliària que edificà els blocs de pisos i urbanitzà la zona. En aquell època es feu conegut l'eslògan «En Lloreda se siente la alegría del vivir» dels promotors per vendre els pisos.
En termes generals és un barri format per una xarxa viària de passatges que discorren enmig dels blocs de pisos, amb una via important que el travessa, l'avinguda de Catalunya. Els blocs es divideixen entre els primers construïts, a la fi de la dècada dels seixanta i a la dècada de la setanta, i uns altres de construcció més recent, això també es traduí en la urbanització i estructura viària, posant de manifest que la zona més antiga necessitava millores com la construcció de rampes per millorar l'accessibilitat a persones grans o que tinguin dificultats de mobilitat. D'altra banda, la construcció planificada d'un nou barri va permetre instal·lar-hi els equipaments necessaris per al veïns. La diferencia de fases constructives també ha condicionat el moviment veïnal, Nova Lloreda té tres associacions, que representen veïns de tres zones diferents del barri: l'AV Nova Lloreda Sud, l'AV Nova Lloreda Nord i l'AV Complex Catalunya.

## Equipaments
- Biblioteca de Lloreda: inaugurada el 4 de juny de 1994, fruit del trasllat de la de Can Cabanyes. Té uns fons especial dedicat a la cultura àrab.[3]
- Can Cabanyes: masia del segle xvii, amb reformes i ampliacions del XIX.[4] És un centre cívic i seu de regidoria del Districte II, donant servei més enllà del barri.
- CAP Nova Lloreda: dona servei al barri, i també a Sistrells i Sant Crist. Gestionat per l'empresa Badalona Serveis Assistencials (BSA).[5][6]
- CEIP Mercè Rodoreda
- CEIP Llorens Artigas
- Mercat de Lloreda: únic mercat de la zona, no és municipal i, actualment hi queden molt poques parades actives a causa de la competència de les grans superfícies.[7]
- Parc de Nova Lloreda: amb una superfície d'1,5 ha., fou inaugurat el 1982, fruit d'una reivindicació veïnal.[8]